# عبد الصمد بن علي العباسي
الأميرُ الكبير أبو مُحمَّد عبد الصَّمد بن عليُّ بن عبد الله بن العبَّاس بن عبد المُطَّلب الهاشميُّ القُرشيُّ (104 - 185 هـ / 723 - 803 م) أميرٌ عبَّاسي ووالٍ، حفيد الصَّحابي عبد الله بن عباس وعمُّ الخليفتين المُؤسسين السفَّاح، والمنصُور.
ولد عبد الصَّمد في الحُميمة وعاصر الثورة العباسية وشارك بها بعد بيعة السفَّاح في الكُوفة. وقف في صف أخيه عبد الله بن علي ضد المنصُور، إلا أن الأخير عفا عنه ثم ولاه لاحقًا الجزيرة وفلسطين لفترة، ثم ولاه من جديد مكة والمدينة والطائف.
أمرهُ المنصُور بأن يدفُن الشاعر سُديف المُكي حيًا وذلك بسبب مُبايعته محمد النفس الزكية ووقوفه إلى ثورته ضد المنصُور، ومع أن سُديف أرسل له قصيدة طويلة يعتذر فيها إلا أن المنصُور لم يقبل منه، وقُتل في سنة 146 هـ / 763 م. تولَّى إمرة الحج إضافة إلى ولايته على مكَّة في سنة 150 هـ / 767 م. كما تولَّى في عهد حفيد ابن أخيه هارُون الرَّشيد ولاية دِمَشْق والبَصْرة، وكان آنذاك أسنُّ بني هاشم في عصره، وقد تُوفي وما زالت أسنان اللبن قطعة واحدة وكانت مُلتصقة.

## مواقف له
دخل مرةً سردابًا يندف فيه فطارت ريرشتان فلصقتا بعينيه وذهب بصرُه. وكان يومًا عن الرَّشيد فقال مُلاطفًا: «يا أميرُ المُؤمنين، هذا مجلس فيه أميرُ المُؤمنين وعم أميرُ المُؤمنين، وعم عمِّه، وعم عمُّ عمِّه».

## صفته
كان عظيم الخلقة، وضخم الشَّكل.

## ذريته
أعقب عبد الصَّمد ثلاثة من الأبناء، وهم أحمد، وإسماعيل، وعبد الله.

## وفاته
تُوفي عبد الصَّمد سنة 185 هـ / 803 م، عن عمرٍ ناهز 81 عامًا، ودفن في مقابر باب البرداني، وصلَّى عليه حفيد ابن أخيه الخليفة الرَّشيد.

### فهرس المنشورات
1. ↑  خير الدين الزركلي (2002)، الأعلام: قاموس تراجم لأشهر الرجال والنساء من العرب والمستعربين والمستشرقين (ط. 15)، بيروت: دار العلم للملايين، ج. الرابع، ص. 11، OCLC:1127653771، QID:Q113504685
2. ↑  خير الدين الزركلي، ج. 3، ص. 80
3. 1 2 3 4  العباسي (2000)، ص. 136.

### فهرس الوب
1. ↑  "سديف بن إسماعيل بن ميمون". الموسوعة العربية. مؤرشف من الأصل في 2020-03-29. اطلع عليه بتاريخ 2016-12-10.
2. 1 2  "إسلام ويب - سير أعلام النبلاء - الطبقة التاسعة - عبد الصمد بن علي- الجزء رقم9". www.islamweb.net. مؤرشف من الأصل في 2024-03-22. اطلع عليه بتاريخ 2024-03-22.

### معلومات المنشورات كاملة
الكتب مرتبة حسب تاريخ النشر
- حسني أحمد علي العباسي (2000). الأساس في أنساب بني العباس. تحقيق: أحمد عمر هاشم، حسين يوسف دويدار، محمد عبد الحميد راغب (ط. 1). القاهرة: دار ركابي للنشر. ISBN:978-977-6007-01-7. OCLC:45698005. OL:20771168M. QID:Q123463845.